# Unión de Mujeres Sudanesas
 La Unión de Mujeres Sudanesas (UMS, en árabe: الاتحاد النسائي السوداني‎    , transliteración: Aletahad Elnees'y Alsodanni ) es una organización sudanesa fundada en 1952 en defensa de  los derechos de las mujeres en Sudán. Su activismo sufragista logró el derecho al voto de las mujeres de Sudán en 1964. También ha sido clave para la modificación de algunas leyes discriminatorias para las mujeres. Fue una de las mayores organizaciones de derechos de las mujeres posteriores a la independencia en África.

## Creación
Sudán estuvo bajo dominio británico desde 1898 hasta 1955. La Unión de Mujeres Sudanesas (UMS) se creó en 1952 durante la lucha por la independencia, con Fátima Talib, Khalida Zahir y Fátima Ibrahim formando el comité ejecutivo.  La primera presidenta de la Unión fue Fátima Talib. Le sucedió en la presidencia en 1956 Fátima Ibrahim y Khalida Zahir en 1958.
La organización empezó primero promocionando el trabajo reformista y caritativo pero se comprobó que esta clase de actividades no resolvería los problemas de las mujeres, el analfabetismo, ni ayudaría a la igualdad, por ello se cambió pronto de táctica sumando una campaña pacífica de reivindicaciones y presionando para que el gobierno cambiara las políticas y las leyes referidas a las mujeres.

### Comité fundador
La reunión fundadora del SWU del 17 de enero de 1952 incluyó a las siguientes líderes y miembros fundadoras.
Presidenta - Fátima Talib
Secretaria - Nafisa Ahmed Al Amin 
Miembros - Khalida Zahir, primera médica de Sudán pionera en la militancia política y la lucha por los derechos de las mujeres, Thuryia Al Dirdeiri, Nafisa Al Mileik, Suad Al Fatih Al Badawi, Batoul Adham, Thuryia Umbabi, Suad Abdel Rahman, Hajja Kashif Azziza meki, Khadmalla Osman, Fatima Abdel Rahman, Suad Abdel Aal, Fatima Ibrahim, Khadija Mohamed Mustafa 

## 1952-1989
La Unión de Mujeres de Sudán fue panafricanista en sus primeros años. En 1953 empezó a publicar la revista  "Voz de las mujeres".  La revista se pronunciaba contra el colonialismo, la mutilación genital femenina, la ley musulmana del divorcio y la poliginia, a favor de la igualdad del salario, de los beneficios por maternidad y la igualdad de derechos.

### Derecho a la educación de niñas y mujeres
Durante el período colonial británico en el que solo se favorecía la educación para una pequeña minoría de niños y las autoridades británicas se oponían a la educación formal de las niñas. a organización hizo campaña a favor de la educación de las niñas.  La UMS creó escuelas para niñas en Jartum y Omdurman. En 1970 organizó una conferencia internacional contra el analfabetismo de las mujeres a la que asistieron numerosas organizaciones de mujeres de África. La UMS organizó también clases nocturnas para mujeres adultas, fomentando la alfabetización y la educación sanitaria de las mujeres y oponiéndose a los matrimonios de menores y forzados .

### Otras campañas
Más tarde organizó acciones de solidaridad de las mujeres para las mujeres y contra el apartheid en Zambia, Sudáfrica y Namibia ; en protesta contra la ejecución en 1961 de Patrice Lumumba en la República del Congo ; en protesta por el arresto de Djamila Bouhired,  activista anticolonial argelina;  y en apoyo de las mujeres activistas palestinas. También hizo campaña para que se regulara la poligamia ;  por el derecho a consentir el matrimonio; contra las leyes que exigen que las mujeres maltratadas regresen con sus esposos;  para el empleo de las mujeres, para la igualdad salarial y contra la discriminación contra los "africanos".

### Sufragio femenino
En 1953 lanzó una campaña en defensa del derecho al voto de las mujeres y para apoyar la campaña se empezó a publicar la revista Voz de las Mujeres. El derecho de las mujeres a votar se reconoció en 1954 y la Unión continuó la campaña para reivindicar el derecho a presentarse como candidatas a las elecciones con el apoyo de algunos sindicatos, organizaciones juveniles y estudiantiles y de algunos partidos políticos.  
En 1958 tras el golpe militar del general Ibrahim Abbud (1958-1964) fueron ilegalizados partidos y organizaciones, también la Unión de Mujeres Sudanesas que se volvió clandestina comenzando una campaña para organizar a las mujeres para formar parte de la oposición al régimen militar y formaron parte de la revolución popular que derribó al régimen en 1964, siendo la primera vez en la historia de las mujeres de Sudán que tomaron parte masivamente en una lucha política por la democracia y los derechos humanos.
Con la restauración de la democracia las mujeres recuperaron el derecho al voto y a presentarse a las elecciones. En las elecciones de 1965 dos mujeres participaron como candidatas, una representando al Frente Islámico que previamente se había opuesto a los derechos de las mujeres y que no fue elegida y Fátima Ibrahim, presidenta y cofundadora la Unión que se convirtió en la primera mujer elegida como miembro del parlamento sudanés (en ese momento llamada Asamblea Constitucional) y según la escritora Caitlin Davies y Middle East Monitor, fue la primera mujer miembro de un parlamento africano.
Desde 1965 hasta 1969 la USM estuvo en plena actividad promoviendo la educación y defendiendo los derechos de las mujeres. En 1969 la SWU apoyó el régimen inicialmente progresista pero debido al intento de golpe de Estado por parte de los comunistas en 1971 y la posterior purga anticomunista, el marido de Fatima Ibrahim fue ejecutado y ella fue hecha prisionera. 

### Prohibición de las actividades en 1971
Tras un pacto inicial con Yaafar al-Numeiry cuando en 1969 asumió la presidencia tras un golpe de Estado, en poco más de un año éste cambió de opinión y anuló los acuerdos. Como resultado la Unión retiró su apoyo al gobierno y como consecuencia de ello fueron prohibidas sus actividades. Fatima Ibrahim estuvo bajo arresto domiciliario durante dos años y otras activistas fueron encarceladas y despedidas del trabajo.
En 1971 se formó la "Unión de Mujeres Sudanesas" "oficial" con 750.000 miembros en 1977 de todas las provincias .  
Las campaña de la UMS y otras feministas continuaron durante las décadas de 1960 y 1970 e impulsaron el avance en la ley de familia e igualdad de derechos para hombres y mujeres en la Constitución de 1973 de Sudán.
En 1983 el Frente Islámico Nacional entró a formar parte del gobierno de Numeiry y declaró la aplicación de las leyes islámicas en detrimento de los derechos de las mujeres, entre ellas se aprobó la "Ley del adulterio" por el que una mujer podía ser acusada de cometer adulterio simplemente si era vista en compañía de otro hombre que no fuera de su familia inmediata incluso si estaba en un lugar público. También se prohibió que las mujeres viajaran solas. Obligaron a las mujeres a llevar el velo y quienes no lo llevaban eran azotadas en público o despedidas de sus trabajos. En 1985 se produjo una sublevación popular que derrocó al régimen de Numeyri. Las mujeres formaron parte de esta sublevación.  

## 1989-2018
La UMS al igual que otras asociaciones civiles se disolvió oficialmente en 1989 cuando Omar al-Bashir tomó el poder en un golpe de Estado aunque continuó operando de manera no oficial. Fátima Ahmed Ibrahim, en el exilio en Londres, creó una sucursal londinense de la UMS.
El 13 de julio de 2012, la UMS junto con otros grupos de la sociedad civil organizaron protestas en diversas ciudades de Sudán contra la represión de los manifestantes y contra la tortura y los abusos de las mujeres activistas por parte del Servicio Nacional de Inteligencia y Seguridad de Sudán (NISS).

## Revolución sudanesa
En agosto de 2019, durante el período de transición sudanesa a la democracia que siguió a las primeras fases de desobediencia civil, golpe y masacre de 2018-2019 de la Revolución Sudanesa, la Unión de Mujeres Sudanesas exigió la paridad en el nuevo gobierno elegido por consenso por parte de sociedad civil y militares, dado que las mujeres al igual que los hombres también fueron protagonistas de la revolución de 2018-2019  declarando que las mujeres sudanesas "reclaman una proporción igual de 50-50 con los hombres en todos los niveles, medido por las calificaciones y capacidades".

## Premios
- La Unión de Mujeres Sudanesas recibió el Premio de las Premio de Derechos Humanos de Naciones Unidas  en 1993, junto con otros ocho grupos e individuos.[10]